# Oedignatha barbata
Oedignatha barbata là một loài nhện trong họ Corinnidae.
Loài này thuộc chi Oedignatha. Oedignatha barbata được Christa L. Deeleman-Reinhold miêu tả năm 2001.